# Heinz Blatt
Heinz Blatt (* 18. Oktober 1904 in Dahn im Landkreis Südwestpfalz; † 9. November 1987 in Augsburg) war während der Zeit des Nationalsozialismus ein deutscher Verwaltungsjurist und Bezirksamtsvorstand bzw. Landrat der einstigen Bezirksämter bzw. Landkreise Füssen, Berchtesgaden und Laufen.

## Leben
Nach dem Besuch der Volksschule in seinem Heimatort und dem Abitur am Gymnasium in Speyer absolvierte Heinz Blatt ein Studium der Rechts- und Wirtschaftswissenschaften an der Julius-Maximilians-Universität Würzburg, der Ruprecht-Karls-Universität Heidelberg und der Ludwig-Maximilians-Universität München. Nach der ersten juristischen Staatsprüfung folgte der dreijährige Vorbereitungsdienst (Referendariat), den er beim Amtsgericht Dahn, dem Schöffen-, Amts- und Landgericht Landau sowie bei der Stadtverwaltung München leistete.
Blatt trat zum 20. Dezember 1926 der NSDAP bei, wurde 1929/30 wegen ausstehender Beitragszahlungen aus der Mitgliederliste gestrichen und trat zum 1. September 1932 wieder in die Partei ein (Mitgliedsnummer 1.316.361). Er war Kreisgerichtsvorsitzender in Marktoberdorf und ab 1940 Gauredner im Gau Schwaben, ab 1943 im Gau München-Oberbayern.
Darüber hinaus war er seit 1931 auch Mitglied der SA, wo er zuletzt den Rang eines Standartenführers innehatte, sowie von 1933 bis 1940 Rechtsberater der SA-Leibstandarte.
Nach dem Großen juristischen Staatsexamen im Jahre 1933 erhielt Blatt eine Anstellung als Assessor bei der Regierung von Oberbayern. Im Sommer 1934 zum Polizeipräsidium München abgeordnet, wurde er dort am 1. Dezember des Jahres zum Regierungsrat ernannt. Zum 25. Februar 1938 wechselte Blatt in die Kommunalverwaltung, um als Bezirksamtsvorstand (ab 1939 Landrat) die Leitung der Bezirksamtes Füssen (ab 1939 Landkreis Füssen) zu übernehmen. Zum 1. Oktober 1941 erhielt er zunächst die Abordnung zur Übernahme der Geschäfte des Landrats in Berchtesgaden, dann für die Zeit vom 14. Juli 1942 bis zum 30. Mai 1944 die endgültige Amtsführung. Vom 1. Dezember 1942 an war er zugleich mit der Wahrnehmung der Geschäfte des Landrats in Laufen beauftragt.
Ab dem 1. Juni 1944 musste er Kriegsdienst bei den Gebirgsjägern leisten und kam in Kriegsgefangenschaft, aus der er am 31. Mai 1946 entlassen wurde. Tags darauf erhielt er die Entlassung aus dem Staatsdienst mit gleichzeitiger Internierung, die bis zum 20. März 1948 andauerte. Im Entnazifizierungsverfahren stufte die Spruchkammer Berchtesgaden ihn am 6. September 1948 als minderbelastet und durch Berufungsspruch am 9. November 1948 als Mitläufer ein. Sein Antrag auf Zahlung eines Unterhaltsbeitrages lehnte das Staatsministerium des Innern ab, wies ihm aber eine Anstellung als Referent bei der staatlichen Erfassungsgesellschaft zu. Diese Funktion hatte er bis zu seinem Wechsel als Angestellter bei der Regierung von Schwaben zum 1. Oktober 1956 inne. Dort war er zuletzt Regierungsdirektor und ging zum 1. November 1969 in den Ruhestand.